# Kuils River
Kuils River (Kuilsrivier en afrikaans, anciennement De Cuylen) est une ville d'Afrique du Sud, située dans la province du Cap-Occidental à l'est de la ville du Cap. 

## Étymologie
Kuils River tient son nom de la rivière locale.

## Localisation
Kuils River est située aux pieds des pentes douces des montagnes Bottelary à 25 km à l'est de la ville du Cap près de l'intersection des routes M12 et R102.
Kuils River est également situé à proximité de l'aéroport international du Cap. 

## Quartiers
Kuils River se compose de 32 quartiers : Amandelrug, Amandelsig, Bosonia, Brandwag, Brantwood, De Kuilen, Des Hampton, De Wijnlanden, Drosdy Park, Eikenbosch, Elim, Hazendal, Jagtershof, Klipdam, Kuils River Estate, Kuils River SH, Kuils River SP, Loucharmante, Mabille Park, Marinda Heights, Mikro Park, Penhill, Rouxville, Sarepta, Silver Oaks, Soneike, Sonnekuil, St Dumas, Voelvlei, Zevendal, Zevenwacht et Zevenzicht.

## Démographie
Selon le recensement de 2011, Kuils River compte 46 686 habitants  majoritairement issus de la communauté coloured (53,13 %). Les blancs représentent 32,58 % des habitants tandis que les noirs, population majoritaire en Afrique du Sud, représentent 11,43 % des résidents.
Les Coloureds sont majoritaires dans les townships de Sarepta (86,14 %) et de Voelvlei (92,86 %) mais aussi dans les quartiers de Bosonia (37,22 %), Brantwood (55,13 %), De Kuilen (45,66 %), Des Hampton (77,67 %), Hazendal (56,12 %), Jagtershof (54,10 %), Kuils River SH (65,38 %), Kuils River SP (50,18 %), Mabille Park (61,26 %), Marinda Heights (49,87 %), Penhill (44,08 %), Rouxville (49,90 %), Soneike (49,70 %), St Dumas (45,03 %). Les blancs sont majoritaires dans les 16 autres quartiers de la ville représentant notamment 81,2 % des résidents d'Amandelsig ou encore 61,84 % des résidents de Loucharmante.
La langue maternelle dominante au sein de la population de Kuils River est l'afrikaans (60,18 %) suivi de l'anglais sud-africain (33,19 %) et du xhosa (3,19 %).

## Administration
Kuils River est une ancienne municipalité créée en 1950 et intégrée en 1996 à la municipalité de Oostenberg. Depuis 2000, Kuils River est géré par la municipalité métropolitaine de la ville du Cap.

## Politique
Les quartiers de Kuils River se partagent entre le 2e arrondissement (sub council 2) et  le 21e arrondissement du Cap  (sub council 21). Ils se partagent également entre 4 circonscriptions municipales : 
- la circonscription municipale no 8 (Protea Village - Protea Heights - Sonkring - Morgen Gronde - Rouxville - Letru - Soneike I - Soneike II - Sonnekuil - Mabille Park - Marinda Park - Normandie Estate - Springbokpark - Brackenfell Central au sud-est de Old Paarl Road, au nord est de Kuilsriver Freeway, au nord-ouest du chemin de fer et au sud-ouest de Brackenfell Boulevard - Kaapsig - Bottelary Smallholdings 1 - Kuilsriver Golf Course - Brackenfell South - Klaradyn - De Oude Spruit - Annandale - Brandwag - Brantwood au sud-est de Sarepta, sud-ouest de van Riebeeck Street, nord ouest de Joubert, Brantwood Street, Valotta Avenue, nord-est de Railway - Botfontein Smallholdings - Brackengate Business Park - Brackenfell Common - Ferndale - Hoogstede - Edenpark - Bracken Heights - Bottelary Smallholdings 2 - Burgundy) dont le conseiller municipal est Marian Nieuwoudt (DA)[4].
- la circonscription municipale no 11 (Amandelsig - Elim - Sarepta - De Kuilen - Brandtwood - Klipdam - Oakdene - Silveroaks - Kalkfontein - Amandelsig au sud de Kerk Street, au sud-est de bloemkolk Street, au nord-est de Diedrikkie Road, au nord-ouest de Swaweltjie Street - Brantwood au sud-est de Sarepta, au sud-ouest de Riebeeck Street, au nord-ouest de Joubert, Brantwood Street, Valotta Avenue et au nord-est de Railway) dont le conseiller municipal est Jacob Jacobs (DA)[5].
- la circonscription municipale no 14 (Loucharmante - Zevendal - Zevenwacht - Zevenwacht Country Estate - Zevenwacht Farm Village - Zevenwacht Mall - Zevenwacht Retirement Village - Saxenburg Park 2 - Wimbledon Estate - Turtle Creek - Vredelust Kuils River - St.Dumas - Silveroaks - Welmoed Cemetery - Penhill - Stellenbosch Farms (Bluedowns) - Stellenbosch (Kuilsrivier) - Saxenburg Park 1 - Rustdal - Lillydale - Eensgevonden - Jacarandas - Eikenbosch - Klein Zevenwacht - Hunters Creek - Hunters Retreat - Greenfield - Austinville - Happy Valley - Benno Park - Kuils River Sports Grounds - Amandelsig au sud de Pou Street, à l'est de Uil Street et au nord-est de Kiewiet Road - Blue Downs CBD au sud-ouest de Buttskop Road, au nord-ouest de Albert Philander Way et eersriv Way et au nord-est de Hindle Road - Gaylee - Jacobsdal Smallholdings - Dennemere - Kleinvlei Town - De Wijnlanden Estate - Eersterivier au sud-ouest de Eersterivier Industria, au nord-ouest de Krause Street, au nord-est de Francoline, Egret,  Bernadine, Arlene, Norman et Van Riebeeck Street - Blackheath Industria - Eersterivier Industria - Kloofzicht - Deo Gracia ) dont le conseiller municipal est Bert Van Dalen (DA)
- la circonscription municipale no 19 (Sunbird Park - Stellendale - Wembley Park - Wesbank - rotterdam - Silversands - Highbury - Highbury Park - Highgate - Gersham - Kuilsriver South Smallholdings - Blue Downs CBD au sud de Silversands Avenue et à l'est de Bardale Road - Hindle Park - Brentwood Park - Camelot - Hagley - Driftsands au sud de Hindle Road, à l'ouest de Fairdale Build-up, Kuils River et Mew Way, au nord de la N2, à l'est de Kuilsriver Freeway et Brentwood Park build-up - Kuils River Common - Delro Village) dont le conseiller municipal est Cynthia Claasen (DA)

## Tourisme
Fondé comme relais de poste sur la route de Stellenbosch, la ville étape de Kuils River, située en zone rurale, marque le début de la route des vins. 

## Personnalités locales
- Herman Charles Bosman, né à Kuils River